# Colors (Melody and Harmony) / Shelter
"Colors (Melody and Harmony) / Shelter" (stylised as "COLORS ~Melody and Harmony~ / Shelter") là một đĩa đơn phiên bản đặc biệt cỷa nhóm nhạc nam Hàn Quốc Tohoshinki thành viên Jejung và Yuchun ở Nhật Bản. Được phát hành vào 30 tháng 9 năm 2009. Bài hát được thực hiện kỉ niệm 35 năm Hello Kitty ở Nhật Bản

## Danh sách bài hát

### Phiên bản CD+DVD
| STT              | Nhan đề                                    | Sáng tác                      | Arranger                          | Thời lượng |
| ---------------- | ------------------------------------------ | ----------------------------- | --------------------------------- | ---------- |
| 1.               | "Colors (Melody and Harmony)"              | H.U.B., Jejung, Yuchun        | Yoichiro Kakizaki, Jejung, Yuchun | 5:21       |
| 2.               | "Shelter"                                  | H.U.B., Jejung, Yuchun, Junsu | H-Wonder, Jejung                  | 5:15       |
| 3.               | "Colors (Melody and Harmony) (Less Vocal)" | H.U.B., Jejung, Yuchun        | Kakizaki, Jejung, Yuchun          | 5:21       |
| 4.               | "Shelter (Less Vocal)"                     | H.U.B., Jejung, Yuchun, Junsu | H-Wonder, Jejung                  | 5:15       |
| Tổng thời lượng: | Tổng thời lượng:                           | Tổng thời lượng:              | Tổng thời lượng:                  | 21:13      |

| DVD tracklist | DVD tracklist                              | DVD tracklist |
| STT           | Nhan đề                                    | Thời lượng    |
| ------------- | ------------------------------------------ | ------------- |
| 1.            | "Colors (Melody and Harmony) (Video Clip)" | 5:21          |

### Phiên bản CD
| STT              | Nhan đề                                                                                 | Sáng tác                      | Arranger                 | Thời lượng |
| ---------------- | --------------------------------------------------------------------------------------- | ----------------------------- | ------------------------ | ---------- |
| 1.               | "Colors (Melody and Harmony)"                                                           | H.U.B., Jejung, Yuchun        | Kakizaki, Jejung, Yuchun | 5:21       |
| 2.               | "Shelter"                                                                               | H.U.B., Jejung, Yuchun, Junsu | H-Wonder, Jejung         | 5:15       |
| 3.               | "Colors (Melody and Harmony) @ 4th Live Tour 2009: The Secret Code Final in Tokyo Dome" | H.U.B., Jejung, Yuchun        | Kakizaki, Jejung, Yuchun | 5:21       |
| 4.               | "Colors (Melody and Harmony) (Less Vocal)"                                              | H.U.B., Jejung, Yuchun        | Kakizaki, Jejung, Yuchun | 5:21       |
| 5.               | "Shelter (Less Vocal)"                                                                  | H.U.B., Jejung, Yuchun, Junsu | H-Wonder, Jejung         | 5:15       |
| Tổng thời lượng: | Tổng thời lượng:                                                                        | Tổng thời lượng:              | Tổng thời lượng:         | 26:33      |

## Xếp hạng
| Bảng xếp hạng                        | Vị trí |
| ------------------------------------ | ------ |
| Billboard Japan Hot 100              | 1      |
| Billboard Adult Contemporary Airplay | 18     |
| Oricon Daily Chart                   | 1      |
| Oricon Weekly Chart                  | 1      |
| RIAJ Digital Track Chart Top 100     | 31     |